# Гарсен, Жильбер
Жильбер Гарсен (фр. Gilbert Garcin; 21 июня 1929 года — 17 апреля 2020 года) — французский фотограф. Жильбер Гарсен приобрёл международную известность благодаря своим сюрреалистическим чёрно-белым фотографиям, выполненным в технике фотомонтажа.

## Биография
Жильбер Гарсен родился в 1929 году в городе Ла-Сьота, недалеко от Марселя. После учёбы в бизнес-школе и в американском университете он управлял светотехнической компанией в Марселе.
После выхода в отставку, «чтобы не скучать на пенсии», Гарсен начал заниматься фотографией, вступил в фото-клуб городка Аллош. Благодаря победе в любительском фото-конкурсе, в 1992 году он получил возможность пройти стажировку у Паскаля Долемьё на фестивале фотографии Rencontres d'Arles в Арле. Во время стажировки он изучал чёрно-белую фотографию. Там он и открыл для себя технику фотомонтажа.
Как к фотографу, к нему пришел успех в 1998 году, когда его работы были выставлены на фестивале Encontros da Imagem в Браге и в парижской галерее Les Filles du Calvaire. Затем его работы экспонировались на выставке Paris Photo.
Вскоре пришло и международное признание: в 2011 году его работы выставлялись не только на выставках во Франции, но и в Швейцарии, Канаде, США, Австралии.
В 2013 году на фестивале Rencontres d’Arles прошла его большая персональная выставка, также выставки в Кобе, Женеве, Стамбуле.
В 2014 году прошли выставки в Германии, Швеции, Бельгии и Колумбии.
Его работы находятся в государственных коллекциях Европейского дома фотографии, Национального фонда современного искусства, Муниципального фонда современного искусства в Марселе и галереи Шато д’О в Тулузе.
За более чем 20-летний период Гарсен создал более 400 фоторабот.
Жильбер Гарсен умер в 2020 году в Марселе, в возрасте 90 лет.

## Особенности метода
В своей работе Гарсен использовал фотомонтаж. Собственно техника съёмки довольно проста. Как он сам говорил, «её можно изучить за пол-дня».
Съёмку своих работ он устраивал на столе в маленьком сарайчике в Ля-Сьота, который стал его студией. За столом находился экран для проектора. Для постановки кадра он использовал вырезанные из бумаги фигурки-обманки, размером около 10 см, на которых изображён его главный персонаж «месье Г.» или «мистер Г.» в характерном пальто в различных позах — это сам Гарсен. В некоторых работах он также использовал фигурки с изображением своей жены — Моник. Сцена кадра могла дополняться реквизитом из песка, гальки, кусочков нитей или дерева. На экран позади проецировался фон, например, небо с облаками.
Для работ Гарсена характерен своеобразный сюрреалистический мотив, в чём-то схожий с работами Рене Магритта. Впрочем, сам Гарсен не считал себя последователем какого-либо направления в искусстве.
По его собственному признанию, на его творчество оказали влияние старые чёрно-белые фильмы. Его дед был управляющим театра Эдем в Ла-Сьота, где ещё в 1899 году были показаны первые фильмы братьев Люмьер, и в юности Жильбер часто бывал там на киносеансах.